# Eupithecia angustata
Eupithecia angustata là một loài bướm đêm trong họ Geometridae.